# Sonic the Hedgehog 2 (8-bit datorspel)
Sonic the Hedgehog 2 är ett plattformsspel som utvecklats av Aspect och publicerades av Sega för Master System och Game Gear. Mastersystemversionen släpptes i Europa i oktober 1992. Game Gear-versionen släpptes först i Europa i oktober 1992 och i Nordamerika och Japan i följande månad.